# Епархия Сураттхани

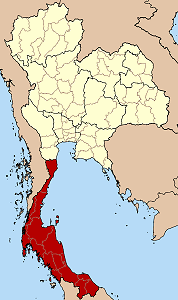
Карта епархии Сураттхани

Епархия Сураттхани (лат. Dioecesis Suratthanensis) — епархия Римско-Католической церкви с центром в городе Сураттхани, Таиланд. Епархия Сураттхани входит в митрополию Бангкока и распространяет свою юрисдикцию на территорию провинции Прачуапкхирикхан и все провинции к югу от неё. Кафедральным собором епархии Сураттхани является церковь святого Рафила.

## История
26 июня 1969 года Римский папа Павел VI издал буллу «Qui Regno Christi», которой учредил епархию Сураттхани, выделив её из епархии Ратбури (сегодня — Епархия Ратчабури). В этот же день епархия Сураттхани вошла в митрополию Бангкока.

## Ординарии епархии
- епископ Пьетро Луиджи Карретто S.D.B.[1] (26.06.1969 — 21.06.1988);
- епископ Михаил Прапон Чайчарэн S.D.B. (21.06.1988 — 20.05.2003);
- епископ Иосиф Пратан Сридарунсил S.D.B. (9.10.2004 — по настоящее время).

## Источник
- Annuario Pontificio, Libreria Editrice Vaticana, Città del Vaticano, 2003, ISBN 88-209-7422-3
- Булла Qui Regno Christi  (лат.)